# Despicable Me 3
Despicable Me 3 (estilizado en pantalla como Despicable M3, y titulada Mi villano favorito 3 en Hispanoamérica y Gru 3: Mi villano favorito en España) es una película de animación, tercera entrega de la franquicia de Despicable Me, estrenada el 30 de junio de 2017, producida por la productora Illumination y distribuida por Universal Pictures. Es la tercera en la saga de Despicable Me y es la secuela de Despicable Me 2 de 2013. Dirigida por el mismo director de las anteriores entregas, Pierre Coffin y Kyle Balda, y codirigido por Eric Guillon; y está escrita por Cinco Paul y Ken Daurio.

## Argumento
En 2018, los agentes casados de la Liga Anti-Villanos, Gru y Lucy Wilde, junto con dos Minions, son enviados para detener a Balthazar Bratt (un ex actor infantil de Hollywood, convertido en supervillano después de que su programa "Bratt del Mal" fue cancelado cuando alcanzó la pubertad) de robar el diamante Dumont. Mientras los dos Minions quedan en una playa, Gru recupera el diamante, pero Bratt lo humilla y se escapa. Disgustada, la directora de la Liga, Valerie Da Vinci, tomando el lugar del exdirector Camilo Silas Corrales Pietraserón, despide a Gru de la LAV por su incompetencia y también a Lucy por insubordinación, solo por defenderlo.
Cuando Gru y Lucy regresan a casa, les cuentan a sus hijas adoptivas Margo, Edith y Agnes de su despido, pero les aseguran que pronto tendrán nuevos trabajos. Cuando Gru se niega a volver a ser un supervillano, y su asistente, el Dr. Nefario, se congela en la caja de carbonita, la mayoría de sus Minions, liderados por Mel, lo abandonan. Dave y Jerry se quedan junto a Gru, pero el resto de los Minions tienen varias desventuras a lo largo de la película y al hacer cosas ilegales terminan en la cárcel.
Un mayordomo llamado Fritz llega a la casa de Gru con una invitación del hermano gemelo perdido de Gru, Dru, que vive en un país lejano llamado Freedonia. La familia, junto a Dave y Jerry, viaja para encontrarse con Dru y quedan sorprendidos por su riqueza y su enorme mansión. Fritz atribuye este éxito a su gran negocio de cría de cerdos profesional. Mientras tanto, Bratt vuelve a robar el diamante, con la intención de usarlo para utilizarlo para hacer andar a un robot gigante que destruirá Hollywood en venganza por la cancelación de su programa. Dru le revela a Gru que su padre fallecido Robert era un supervillano conocido como "el Azote Calvo", cuyas actividades villanas y avances tecnológicos son la verdadera fuente de la riqueza de la familia. Dru quiere que Gru le enseñe cómo convertirse en un villano, pero Gru se niega a volver a sus viejas y malas costumbres. Mientras Lucy lucha con sus nuevas tareas como madre, Dru y Gru se vuelven más cercanos, especialmente después de viajar en el vehículo de alta tecnología de su padre.
Gru y Dru deciden robar el diamante; sin embargo, Gru secretamente tiene la intención de llevarlo a la LAV para convencer a Da Vinci de volver a contratarlo a él y a Lucy. Escapan por poco con el diamante y son rescatados por Lucy. Dru, al descubrir los verdaderos motivos de Gru, se siente herido porque Gru le mintió sobre enseñarle a ser un villano. Gru insulta la incompetencia de Dru y declara que dejará Freedonia y pondrá fin a su relación. Mientras tanto, los Minions escapan de prisión usando un gigante avión después de darse cuenta de cuanto necesitan y quieren a Gru.
Bratt, disfrazado de Lucy, secuestra a las niñas y recupera el diamante. Gru y Dru dejan a un lado sus diferencias y lo persiguen después de encontrar a la Lucy real atada y amordazada en el armario. Con su robot accionado por el diamante, Bratt aterroriza a Hollywood, cubriéndolo con un chicle rosado enorme súperpoderoso con el objetivo de llevar la ciudad al espacio exterior y explotarla, pero los Minions ven la ciudad cubierta de chicle y deciden destruirlo. Lucy rescata a las niñas mientras Bratt intenta matar a Gru con el láser del robot. Dru logra irrumpir en el robot y romperle el diamante desde adentro, casi muriendo en el proceso. Bratt se enfrenta a Gru con su  teclado de mano, quien lo desafía a un último duelo de baile y finalmente le roba su teclado de mano y lo derrota con él. Los Minions, habiendo destruido el chicle gigante, se reúnen con Gru. Gru y Dru también se reconcilian.
Gru y Lucy se reintegran a la LAV. La familia recién unida celebra en la casa de Gru, y Lucy se une a las niñas y las reconoce como sus hijas. Dru, junto con los Minions, roba la nave de Gru y se va volando. Gru y Lucy deciden darles una ventaja de cinco minutos antes de iniciar la persecución.

## Reparto
- Steve Carrell como Gru, un espía y ex-supervillano que se convirtió en un agente de la Liga Anti-Villanos, el padre adoptivo de Margo, Edith y Agnes y el esposo de Lucy.[6]
  - Carrell también interpreta a Dru, el hermano gemelo de Gru que estuvo perdido por mucho tiempo.[6][7]
- Kristen Wiig como Lucy Wilde, una agente de la Liga Anti-Villanos, la esposa de Gru y la madre adoptiva de las niñas.[8]
- Trey Parker como Balthazar Bratt, un ex actor infantil que protagonizaba un programa de televisión ochentero y que se obsesionó tanto con el personaje que interpretaba que, al crecer, terminó asumiendo sus rasgos villanescos.
- Miranda Cosgrove como Margo, la inteligente hija adoptiva mayor de Gru y Lucy.[8]
- Dana Gaier como Edith, la hija adoptiva del medio de Gru y Lucy.[9]
- Nev Scharrel como Agnes, la inmadura e inocente hija menor de Gru y Lucy.[6] Fue previamente interpretada por Elsie Fisher en las primeras dos películas.
- Pierre Coffin como Mel, Kevin, Stuart, Bob, Dave y Jerry y los Minions, los secuaces de Gru.[10]
  - Coffin también interpreta al Director de un Museo.
- Jenny Slate como Valerie Da Vinci, una tiránica miembro de la Liga Anti-Villanos y su nueva directora.[11][12]
- Steve Coogan como Silas Pietraserón, el director de la Liga Anti-Villanos, que se retira al inicio de la película.[11][13]
  - Coogan también interpreta a Fritz, el mayordomo de Dru.
- Julie Andrews como Marlena Gru, la madre de Gru.[11]
- Andy Nyman como Clive, un robot que es el fiel secuaz de Bratt.
- Adrian Ciscato como Niko, un niño de Freedonia que se enamora de Margo.

### Doblaje
| Personaje                        | Actor de Voz original | Actor de Voz en España | Actor de Voz en Latinoamérica |
| -------------------------------- | --------------------- | ---------------------- | ----------------------------- |
| Gru                              | Steve Carell          | Florentino Fernández   | Andrés Bustamante             |
| Dru                              | Steve Carell          | Florentino Fernández   | Andrés Bustamante             |
| Lucy Wilde                       | Kristen Wiig          | Patricia Conde         | Andrea Legarreta              |
| Balthazar Bratt                  | Trey Parker           | Jorge Cremades         | Jay de la Cueva               |
| Margo                            | Miranda Cosgrove      | Paula Ribó             | Monserrat Mendoza             |
| Edith                            | Dana Gaier            | María Peinado          | Constanza García              |
| Agnes                            | Nev Scharrel          | Lucía Balas            | Melissa Gutiérrez             |
| Los Minions                      | Pierre Coffin         | Pierre Coffin          | Pierre Coffin                 |
| Valerie Da Vinci                 | Jenny Slate           | Marina Céspedes        | Mónica Huarte                 |
| Silas Pietraseron / Silas Maculo | Steve Coogan          | José Luis Angulo       | Édgar Vivar                   |
| Madre de Gru                     | Julie Andrews         | Florentino Fernández   | Magda Giner                   |
| Clive                            | Andy Nyman            | Xuso Jones             | Héctor Emmanuel Gómez         |
| Niko                             | Adrian Ciscato        | Adrían Mier            | Matías Quintana Ortiz         |

## Producción
Steve Burke, CEO de NBCUniversal, confirmó en septiembre de 2013, que una tercera película en la serie Despicable Me estaba en desarrollo. Cinco Paul y Ken Daurio, los escritores de las primeras dos películas, regresarán para escribir el screenplay de esta película. El 13 de abril de 2016, se confirmó que Steve Carell repite su papel como Gru, y Carrel también daría la voz al hermano gemelo Dru, mientras que Trey Parker, cocreador de South Park, se unió al elenco como el villano—Balthazar Bratt.
En septiembre de 2016, se confirmó que Miranda Cosgrove y Kristen Wiig repitieron sus papeles como  Margo y Lucy Wilde, respectivamente. Mientras que Elsie Fisher fue reemplazada por Nev Scharrel como Agnes, debido a la madurez de su voz de la anterior.

## Banda sonora
| N.º | Título                                                                            | Producer(s)          | Duración |  |
| 1.  | «Yellow Light» (performed by Pharrell Williams)                                   | Pharrell Williams    | 3:37     |  |
| 2.  | «Hug Me» (performed by Pharrell Williams and Trey Parker)                         | Pharrell Williams    | 2:20     |  |
| 3.  | «Bad» (performed by Michael Jackson)                                              | Quincy Jones         | 4:07     |  |
| 4.  | «Take on Me» (performed by A-ha)                                                  | Marvin dM. Nitazal   | 3:46     |  |
| 5.  | «Papa Mama Loca Pipa» (performed by The Minions)                                  | Pierre Coffin        | 1:29     |  |
| 6.  | «There's Something Special» (performed by Pharrell Williams)                      | Pharrell Williams    | 3:44     |  |
| 7.  | «Tiki Tiki Babeloo» (performed by The Minions)                                    | Pierre Coffin        | 1:13     |  |
| 8.  | «Freedom» (performed by Pharrell Williams)                                        | Pharrell Williams    | 2:43     |  |
| 9.  | «Doowit!» (performed by Pharrell Williams)                                        | Pharrell Williams    | 4:02     |  |
| 10. | «99 Luftballons» (performed by Nena)                                              | Reinhold Heil        | 3:52     |  |
| 11. | «Into the Groove» (performed by Madonna)                                          | Madonna              | 4:44     |  |
| 12. | «Chuck Berry» (performed by Pharrell Williams)                                    | Pharrell Williams    | 3:15     |  |
| 13. | «Fun, Fun, Fun» (performed by Pharrell Williams)                                  | Pharrell Williams    | 3:25     |  |
| 14. | «Despicable Me» (performed by Pharrell Williams)                                  | Pharrell Williams    | 4:15     |  |
| 15. | «Despicable Me 3 Score Suite» (performed by Heitor Pereira)                       | Heitor Pereira       | 4:05     |  |
| 16. | «Malatikalano Polatina» (performed by The Minions)                                | Pierre Coffin        | 0:37     |  |
| 17. | «Yo contigo, tú conmigo (The Gong Gong Song)» (performed by Morat y Álvaro Soler) | Morat y Álvaro Soler | 2:59     |  |

## Recepción

### Taquilla.
Despicable Me 3 fue un gran éxito en taquilla, contando con un presupuesto de $80,000,000, la película recaudó en Estados Unidos un total de $264,624,300, mientras que en el resto del mundo logró recaudar hasta $770,175,109, logrando una recaudación mundial de $1,034,799,409. Fue la película animada más taquillera de 2017 y la cuarta película más taquillera de 2017, detrás de Star Wars: Episodio VIII - Los últimos Jedi, La bella y la bestia y The Fate of the Furious.

### Crítica.
Despicable Me 3 ha recibido críticas mixtas tanto de la crítica especializada como de la audiencia. En el portal de crítica "Rotten Tomatoes" la película obtiene una aprobación del 59% con una puntuación de 5.7/10 basada en 198 reseñas, mientras que por parte de la audiencia obtiene una aprobación del 53% con un puntaje promedio de 3.4/5 basado en un total de 78,628 reseñas. El consenso crítico califica que "Despicable Me 3 debería mantener a los fanáticos de la franquicia constantemente entretenidos con otra ronda de animación colorida y humor estrafalario, aunque algo disperso."
En la página Metacritic, la película obtiene una puntuación de 49 de 100 indicando generalmente "reseñas mixtas o promedio".

## Premios

### Kid's Choice Awards México
| Año  | Categoría         | Nominado              | Resultado |
| ---- | ----------------- | --------------------- | --------- |
| 2017 | Película Favorita | Mi Villano Favorito 3 | Ganadora  |

### Kid's Choice Awards Brasil
| Año  | Categoría                 | Nominado              | Resultado |
| ---- | ------------------------- | --------------------- | --------- |
| 2017 | Película animada favorita | Mi villano favorito 3 | Ganadora  |

### Premios Annie
| Año  | Categoría                  | Resultado |
| ---- | -------------------------- | --------- |
| 2017 | Mejor Película             | Nominada  |
| 2017 | Mejor Diseño de Personajes | Nominada  |
| 2017 | Mejores Efectos            | Nominada  |

### Critics Choice Awards
| Año  | Categoría                       | Resultado |
| ---- | ------------------------------- | --------- |
| 2017 | Mejor Largometraje de Animación | Nominado  |

### Sindicato de Productores (PGA)
| Año  | Categoría                   | Resultado |
| ---- | --------------------------- | --------- |
| 2017 | Mejor Película de Animación | Nominada  |